# Mongoleon pilosus
Mongoleon pilosus är en insektsart som beskrevs av Krivokhatsky 1992. Mongoleon pilosus ingår i släktet Mongoleon och familjen myrlejonsländor. Inga underarter finns listade i Catalogue of Life.